# Айше Дуду Акин
Айше Дуду Оздемір Акин (тур. Ayşe Dudu Özdemir Akın, нар. 24 січня 1992) — турецька акторка, співачка та модель. Найбільш відома за роллю Деніз Колджу в турецькому телесеріалі «Постукай у мої двері».

## Біографія та кар'єра
Айше Дуду Оздемір Акин народилася 24 січня 1992 року в Брюсселі (Бельгія) в турецькій родині, що походить з Афьонкарахісара. Коли Акин було всього чотири роки, вона почала працювати моделлю після того, як мати записала її в агентство. Коли їй було дванадцять, вона півроку грала у футбол у клубі. 2010 року брала участь у конкурсі краси в Бельгії і стала Міс Брюссель. Також вивчала ділове адміністрування та економіку в Бельгії, а отримавши пропозицію про роботу з Туреччини, покинула Бельгію. Навчалася акторській майстерності та дикції в Ремісничому ательє.
2011 року Акин пройшла прослуховування до серіалу «Величне століття. Роксолана» і через шість місяців зіграла роль італійської принцеси. У 2013 році вона також зіграла генуезку Габріелу у 87-му епізоді четвертого сезону того ж серіалу.
Коли Акин як глядачка пішла на вокальний конкурс з подругою, то заспівала пісню зі свого місця, привернувши увагу Самсуна Деміра[хто це?], голови DMC, і отримала пропозицію проєкту[якого?]. У 2015 році Акин зіграла головну роль Сюзан у фільмі «Керван 1915» режисера Ісмаїла Гюнеша.
2021 року зіграла роль Деніз Колджу в серіалі «Постукай у мої двері».

## Особисте життя
Айше Дуду Оздемір Акин розмовляє чотирма мовами і використовує своє сценічне ім'я «Айше».
У віці вісімнадцяти років мала короткий шлюб з футболістом Ендером Тураджи. Вони одружилися 30-31 березня 2011 року в Кайсері, весілля мало відбутися в Бельгії 11 червня 2011 року[уточнити: ком.].
2017 року Акин, на турецькому телебаченні публічно поділилася тим, як вона перемогла анорексію, та об'єднала медичних спеціалістів, дієтологів, психологів і допомогла багатьом молодим людям, які зазнали цього захворювання, лікуватися безкоштовно.

## Фільмографія
| Рік  | Українська назва            | Оригінальна назва      | Роль             |
| ---- | --------------------------- | ---------------------- | ---------------- |
| 2023 | Королева                    | Kraliçe                | Нарін            |
| 2022 |                             | Erkek Severse          | Сейма            |
| 2021 | Постукай в мої двері        | Sen Çal Kapimi         | Деніз            |
| 2020 |                             | Çıplak                 | Кайлі            |
| 2019 | -                           | Dogdugun Ev Kaderindir | Назли            |
| 2019 |                             | Bir Aile Hikayesi      | Джейлан          |
| 2018 | Рання пташка                | Erkenci Kus            | Арзу Тас         |
| 2018 |                             | Insanlik Suçu          | Несліхан         |
| 2017 | Жінка                       | Kadin                  |                  |
| 2016 |                             | Ask Laftan Anlamaz     | Мелек            |
| 2014 | Війна троянд                | Güllerin Savasi        | Дуйгу            |
| 2011 | Величне століття. Роксолана | Muhtesem Yüzyil        | Синьора Габріела |
| 2008 |                             | Küçük Kadinlar         |                  |

## Музичні відеокліпи
- Kim Ne Derse Desin — Ayshe, feat. Cem Belevi (2014)
- Ben Bile Sok — Ayshe (2016)
- Turluyorum — Tankurt Manas, feat. Ayse Akin (2018)
- Ayshe — Hovarda (Mustafa Ceceli Versiyon) (2021)